# Nadja Nevolovitsch
Nadja Nevolovitsch, née le 30 mars 1984 à Leningrad (URSS), est une violoniste classique germano-russe.

## Biographie
Nadja Nevolovitsch est née le 30 mars 1984 à Leningrad, dans une famille de musiciens — son père, Arnold Nevolovitsch, est compositeur. Elle commence à étudier le violon dès l'âge de six ans. Un an après, elle est acceptée à l'École spéciale des musiciens surdoués de Saint-Pétersbourg. En 1997, elle entre dans la classe de Zakhar Bron (ancien professeur de Maxim Vengerov) à Lübeck en Allemagne. 
Elle se perfectionne ensuite auprès d'Igor Oïstrakh (fils de David Oïstrakh), dont elle devient l'assistante, et fait partie du Conservatoire royal de Bruxelles en Belgique, dont elle obtient en 2008 un diplôme de master « avec la plus grande distinction ». Depuis 2011, elle joue sur un violon de 1731 attribué à Camillus Camilli à Mantoue.
En septembre 2021 elle devient professeure d'une classe de violon à la Hochschule für Musik und Tanz Köln, section Aix-la-chapelle.

## Prix et distinctions
- 1997 : Prix spécial de la compétition Toshya Eto à Tokyo, Japon (comme plus jeune participante)[réf. souhaitée].
- 2000 : Prix spécial de la compétition Henryk Wieniawski en Pologne[3].
- 2001 : Premier prix à la compétition “Jugend musiziert” en Allemagne[réf. souhaitée].
- 2005 : Deuxième prix au festival international de Sion-Valais en Suisse[3] (ainsi que meilleure interprétation d'œuvre imposée et prix spécial du jury des enfants[réf. souhaitée]).
- 2005 : Premier prix à la compétition européenne des jeunes solistes au Luxembourg[3].
- 2011 : Lauréate de la « Deutsche Stiftung Musikleben » à Hambourg[3]

## Discographie
- Ulvi Cemal Erkin, Quintette avec piano ; Beş Damla ; Quatuor à cordes - Nora Bosch, piano ; Nadja Nevolovitsch et Timothée Coppey, violons ; Jairo Iván Londoño, alto ; Domitille Coppey, violoncelle (2010, AK Muzik AK11102-2) (OCLC 999792493)
- Encounters : œuvres de Kreisler, Vieuxtemps, Respighi, Pärt, Arnold Nevolovitsch, etc. - Nadja Nevolovitsch, violon ; Peter Van de Velde, orgue de la cathédrale d'Anvers (octobre 2011, Aeolus AE-10981) (OCLC 912582026)